# Okrouhlá Radouň
Okrouhlá Radouň är en ort i Tjeckien.   Den ligger i regionen Södra Böhmen, i den centrala delen av landet, 100 km söder om huvudstaden Prag. Okrouhlá Radouň ligger 534 meter över havet och antalet invånare är 171.
Terrängen runt Okrouhlá Radouň är huvudsakligen platt, men västerut är den kuperad. Terrängen runt Okrouhlá Radouň sluttar söderut. Runt Okrouhlá Radouň är det ganska tätbefolkat, med 129 invånare per kvadratkilometer. Närmaste större samhälle är Jindřichův Hradec, 10,7 km söder om Okrouhlá Radouň. Omgivningarna runt Okrouhlá Radouň är en mosaik av jordbruksmark och naturlig växtlighet.